# Eotrachodon
Eotrachodon orientalis
Genre
Espèce
Eotrachodon est un genre éteint de dinosaures ornithopodes, un hadrosauridé (« dinosaures à bec de canard ») basal, ayant vécu au Crétacé supérieur, durant le Santonien terminal, il y a environ entre 84 Ma (millions d'années),.
Il vivait dans une grande région terrestre de l'est des États-Unis et du Canada, Appalachia, séparée de l'île continent de l'ouest américain, Laramidia, par une mer intérieure appelée la voie maritime intérieure de l'Ouest.

## Systématique
Eotrachodon orientalis, unique espèce du genre, a été décrite en 2016 par Albert Prieto-Márquez (d),Gregory M. Erickson (d) et Jun A. Ebersole (d).

## Découverte
L'holotype, et seul fossile connu, référencé MSC 7949, est un crâne bien conservé et presque complet avec des éléments post-crâniens fragmentaires. C'est le seul hadrosauridé d'Appalachia dont on possède un crâne préservé.
Il a été découvert dans la formation géologique de Mooreville Chalk (d) en Alabama. Il y a environ 84 millions d'années, au Crétacé supérieur, époque durant laquelle vivait ce dinosaure, la région de l'est des États-Unis et du Canada correspondait à Appalachia, une masse terrestre séparée par une mer intérieure de Laramidia, une île continent correspondant maintenant à l'ouest de l'Amérique du Nord.
Un autre hadrosaure primitif, un Hadrosauroidea basal, Lophorhothon est également connu dans la même formation, mais Eotrachodon a vécu quelques millions d'années avant lui. 

## Description

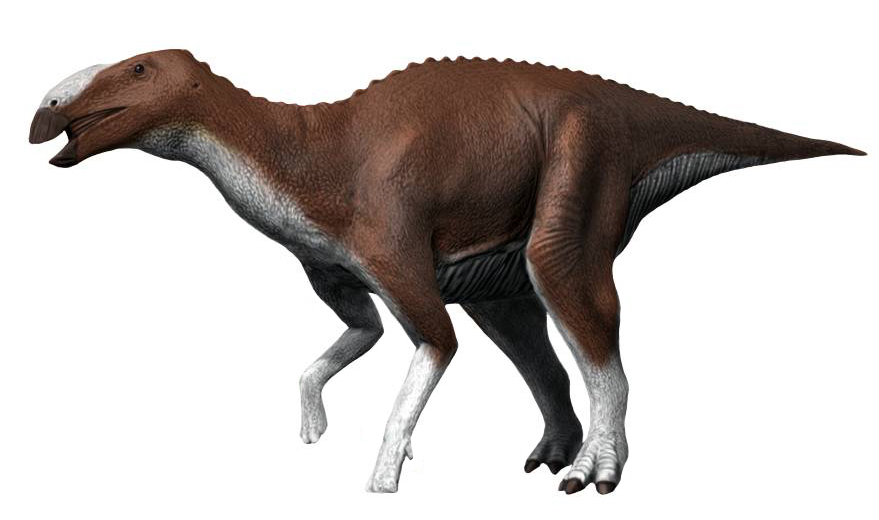
Vue d'artiste d'Eotrachodon orientalis

Eotrachodon orientalis a une longueur estimée entre 4 et 5 mètres.

## Paléobiogéographie
La présence dès le Santonien d'Eotrachodon et d'autres hadrosaures sur Appalachia (tels que Hadrosaurus et peut-être les genres Lophorhothon, Claosaurus et Hypsibema missouriensis) suggère que ce continent a pu être la région d'origine des Hadrosauridae.

## Classification
L'analyse phylogénétique conduite par les inventeurs du genre a montré qu'Eotrachodon était le groupe frère des deux sous-familles d'hadrosauridés Lambeosaurinae et de Saurolophinae, regroupées par les auteurs dans la famille des Saurolophidae. Il est le seul hadrosauridé basal, avec le genre type Hadrosaurus, répertorié par A. Prieto-Marquez et ses collègues dans leur cladogramme ci-dessous (ici très simplifié) :
|                                | Eotrachodon orientalis                                           |
|                                |                                                                  |
| Saurolophidae (=Euhadrosauria) | \| \| Lambeosaurinae \| \| \| \| \| \| Saurolophinae \| \| \| \| |
|                                | \| \| Lambeosaurinae \| \| \| \| \| \| Saurolophinae \| \| \| \| |
|                                | Lambeosaurinae                                                   |
|                                |                                                                  |
|                                | Saurolophinae                                                    |
|                                |                                                                  |

|  | Lambeosaurinae |
|  |                |
|  | Saurolophinae  |
|  |                |

|                                | Eotrachodon orientalis                                           |
|                                |                                                                  |
| Saurolophidae (=Euhadrosauria) | \| \| Lambeosaurinae \| \| \| \| \| \| Saurolophinae \| \| \| \| |
|                                | \| \| Lambeosaurinae \| \| \| \| \| \| Saurolophinae \| \| \| \| |
|                                | Lambeosaurinae                                                   |
|                                |                                                                  |
|                                | Saurolophinae                                                    |
|                                |                                                                  |

|  | Lambeosaurinae |
|  |                |
|  | Saurolophinae  |
|  |                |

## Publication originale
- (en) Albert Prieto-Márquez, Gregory M. Erickson et Jun A. Ebersole, « A primitive hadrosaurid from southeastern North America and the origin and early evolution of ‘duck-billed’ dinosaurs », Journal of Vertebrate Paleontology, SVP et Taylor & Francis, vol. 36, no 2,‎ 13 janvier 2016, e1054495 (ISSN 0272-4634 et 1937-2809, OCLC 238100068, DOI 10.1080/02724634.2015.1054495).